# Pteroceras decipiens
Pteroceras decipiens är en orkidéart som först beskrevs av Johannes Jacobus Smith, och fick sitt nu gällande namn av Reinier Cornelis Bakhuizen van den Brink. Pteroceras decipiens ingår i släktet Pteroceras och familjen orkidéer. Inga underarter finns listade i Catalogue of Life.